# 大坪街道 (务川县)
大坪街道，是中华人民共和国贵州省遵义市务川仡佬族苗族自治县下辖的一个街道办事处。
2016年1月29日，贵州省人民政府批复同意务川自治县部分乡镇行政区划调整，新设置的大坪街道辖原大坪镇大坪村、龙潭村、丹砂村、三坑村、甘禾村、黄洋村，街道办事处驻大坪村。

## 行政区划
大坪街道下辖以下地区：
大坪村、丹砂村、龙潭村、甘禾村、黄洋村和三坑村。

## 中国传统村落
2012年，龙潭村被评为首批“中国传统村落”。